# Давіт Мебрату
Давіт Абраха Мебрату (амх. ዻዊት ዓብራሃ መብራቱ, нар. 13 червня 1984) — ефіопський футболіст, який грав на позиції півзахисника. Найбільш відомий за виступами в клубі «Сент-Джордж», у складі якого став п'ятиразовим чемпіоном Ефіопії, а також у складі національної збірної Ефіопії.

## Клубна кар'єра
Давіт Мебрату розпочав виступи на футбольних полях у 2000 році в команді «Етіопіен Ерлайнз». У 2001 році Давіт перейшов до складу команди Прем'єр-ліги Ефіопії «Сент-Джордж», у складі якого виступав до 2009 року, та став у складі найтитулованішої команди країни п'ятиразовим чемпіоном країни. У 2009 році футболіст перейшов до складу команди «Себета Сіті», у складі якої завершив виступи на футбольних полях у 2014 році.

## Виступи за збірні
У 2001 році Давіт Мебрату в складі молодіжної збірної Ефіопії брав участь у тогорічному молодіжному чемпіонаті світу, на якому ефіопська молодіжка не подолала груповий бар'єр. У 2003 році Давіт дебютував у складі національної збірної Ефіопії, в якій виступав до 2007 року. У складі національної збірної футболіст загалом зіграв 16 матчів, у яких відзначився 4 забитими голами.

## Титули та досягнення
- Чемпіон Ефіопії (5):

«Сент-Джордж»: 2002, 2003, 2006, 2008, 2009